# Конуэй, Том
Том Ко́нуэй (англ. Tom Conway), имя при рождении То́мас Чарльз Са́ндерс (англ. Thomas Charles Sanders; 15 сентября 1904 года — 22 апреля 1967 года) — британский актёр кино, телевидения и радио, более всего известный ролями в голливудских фильмах 1940—1950-х годов. Конуэй часто играл детективов или психиатров в американских и британских фильмах категории В.

## Ранние годы
Том Конуэй (при рождении — Сандерс) родился 15 сентября 1904 года в Санкт-Петербурге, Российская империя, в богатой семье, его отец был крупным промышленником британского происхождения. У Тома был младший брат, впоследствии известный актёр Джордж Сандерс, и сестра Маргарет, которые также родились в Санкт-Петербурге. Том мог пойти по пути своего отца и стать промышленником и наследником семейного бизнеса, однако в 1917 году после Октябрьской революции семья Конуэя была вынуждена вернуться в Англию, «оставив большую часть своих богатств в руках большевиков». В тот момент Тому было 13 лет, Джорджу — 11, а Маргарет — 5 лет.
Братья учились в престижной британской частной школе Бедалес, известной своими либеральными взглядами, после чего — в Брайтонском колледже и в Политехническом университете Манчестера.
Затем Том отправился в Северную Родезию, где работал на золотых, медных и асбестовых рудниках, и даже пытался заниматься сельским хозяйством. Не добившись особых успехов, он вернулся в Англию, где работал инженером в компании по производству карбюраторов, а позднее торговал стеклом.
Возможно, под влиянием брата, Том решил попробовать свои силы в театре, и в итоге стал актёром Манчестерского драматического театра, в котором играл более чем в 25 спектаклях. Он также работал в радиопрограммах Би-Би-си.

## Работа на студии «Метро-Голдвин-Майер» (1940—1942)
Тем временем его брат Джордж Сандерс, уже добившийся успеха как голливудский актёр, уговорил Тома переехать в Голливуд. Чтобы избежать путаницы, они бросили монетку, чтобы решить, кто из них должен изменить фамилию. Том проиграл и стал Томом Конуэем. Джордж помог получить брату работу первые роли в кино.
Конуэй начал карьеру как контрактный актёр студии «Метро-Голдвин-Майер», сыграв там за два года в двенадцати фильмах. Как правило, в этот период он играл небольшие, но значимые роли в фильмах категории В, таких как комедийный детектив «Убийство в небе» (1940) с Уолтером Пиджоном, романтической комедии «Легко и просто» (1941) с Робертом Каммингсом, судебной драме «Процесс Мэри Дуган» (1941) с Лорейн Дей и Робертом Янгом, вестерне «Плохой человек» (1941) с Лорейн Дэй и Рональдом Рейганом, медицинской драме «Народ против доктора Килдейра» (1941) с Лью Эйрсом и Бонитой Грэнвилл, мюзикле «Леди, будьте добры» (1941) с Элинор Пауэлл, Энн Сотерн и Робертом Янгом и приключенческой мелодраме «Тайное сокровище Тарзана» (1941) с Джонни Вайсмюллером и Морин О’Салливан. В 1942 году Конуэй сыграл в музыкально-шпионской комедии «Рио-Рита» (1942) с участием Бада Эбботта и Лу Костелло, криминальной комедии «Мистер и миссис Норт» (1942) с Грейси Аллен и фильме нуар «Убийство на Центральном вокзале» (1942) с Вэном Хефлиным. Он также сыграл эпизодическую роль в более значимой картине, военной мелодраме Уильяма Уайлера «Миссис Минивер» (1942) с Уолтером Пиджоном и Грир Гарсон в главных ролях.

## Работа на студии «РКО Пикчерс» (1942—1946)
В 1942 году Джордж Сандерс, «устав от исполнения роли частного детектива Гэя Лоуренса по прозвищу Сокол в серии фильмов студии „РКО“, и имея в ближайшей перспективе две высококачественные роли», ушёл из этого киносериала, порекомендовав Конуэя в качестве своей замены. Замена была «тонко проведена» в фильме «Брат Сокола» (1942), где персонажа Сандерса убивает нацистский снайпер, после чего за его работу берётся персонаж Конуэя под именем Том Лоуренс. Это была «первая значимая роль, обеспечившую Конуэю прорыв». В общей сложности «Конуэй сыграл роль Сокола в десяти фильмах с ещё большим успехом, чем его брат, завершив киносериал фильмом „Приключение Сокола“ (1946)».
В те же годы Конуэй сыграл в трёх психологических фильмах ужасов знаменитой серии продюсера Вэла Льютона — «Люди-кошки» (1942), «Я гуляла с зомби» (1943) и «Седьмая жертва» (1943). В «Людях-кошках» (1942) режиссёра Жака Турнье Конуэй был «вкрадчиво зловещим доктором Льюисом Джаддом, преступным психиатром-фрейдистом, который лечит главную героиню (Симоне Симон), молодую сербскую эмигрантку с кошачьей натурой». В «Я гуляла с зомби» (1943), который также поставил Турнье, Конуэй играет «более сложного персонажа, владельца плантации на Карибских островах, зажатого проблемами с вуду, женой-зомби и страстью по отношению к приглашённой им медсестре… В обоих фильмах Конуэй был бесподобен». В фильме режиссёра Марка Робсона «Седьмая жертва» (1943) о сатанинском культе в Нью-Йорке Конуэй выдает «обычную для себя изысканную игру» в роли психиатра по имени Льюис Джадд (который однако не имеет никакого отношения к его персонажу из фильма «Люди-кошки»), таинственного врача пропавшей девушки, в поисках которой он помогает её сестре (Ким Хантер).
«Достигнув популярности в роли Сокола, Конуэй продолжал играть роли детективов-любителей». В криминальной мелодраме режиссёра Гордона Дугласа «Ночь приключений» (1944) Конуэй сыграл главную роль успешного адвоката, жена которого (Одри Лонг) просит защитить её любовника, обвинённого в убийстве своей бывшей подруги. В фильме нуар Энтони Манна «Кураж в два часа» (1945) Конуэй исполнил роль человека, страдающего потерей памяти, которого подозревают в убийстве, и он с помощью очаровательной таксистки (Энн Разерфорд) в кратчайшие сроки должен выяснить правду о происшедшем. В криминальной драме Роберта Уайза «Уголовный суд» (1946) Конуэй сыграл главную роль целеустремлённого адвоката, который в ходе судебного процесса раскрывает дело об убийстве гангстера, спасая от обвинения свою невесту.

## Работа на независимых студиях (1946—1948)
«Когда студийная система стала распадаться, возможности Конуэя на новые роли сузились», и он стал работать как независимый артист преимущественно в фильмах категории В на небольших студиях.
В 1946 году независимая студия «Неро фильмс» выпустила фильм нуар «Полустанок» (1946), в котором добившаяся успеха дама (Ава Гарднер) возвращается в небольшой городок на Среднем Западе, где в борьбу за её сердце вступают двое её бывших приятелей — бездельничающий проходимец (Джордж Рафт) и обходительный владелец ночного клуба (Конуэй). В 1947 года на независимой компании «Игл-Лайон фильмс» режиссёр Альфред Л. Веркер поставил фильм нуар «Повторное исполнение» (1947), где Конуэй сыграл роль бродвейского продюсера, у которого работает ведущей актрисой главная героиня фильма (Джоан Лесли), убившая своего мужа (Луис Хейуорд), после чего получившая шанс прожить последний год своей жизни заново. В авантюрной комедии продюсера, сценариста и режиссёра Эндрю Л. Стоуна «Веселье в уикэнд» (1947) Конуэй исполнил роль миллионера, который влюбляется в бедную девушку, выдающую себя за светскую даму (Присцилла Лейн). Наконец, в 1948 году Конуэй сыграл главную роль в двух фильмах студии Эдварда Смола о частном детективе по имени Бульдог Драммонд — «Вызов» (1948) и «13 оловянных солдатиков» (1948).
В 1948-50 годах Конуэй сыграл главные роли в четырёх криминальных мелодрамах режиссёра Эдварда Л. Кана, поставленных независимой компанией «Бельзам продакшнс»: в «Бунгало 13» (1948) Конуэй сыграл роль частного сыщика, ведущего поиск крупного драгоценного камня, в «Клетчатом пальто» (1948) исполнил роль психиатра, которого подставляют в ограблении и убийстве, в «Я обманул закон» (1949) сыграл роль адвоката, добившегося оправдания своего клиента по обвинению в убийстве, однако позднее, выяснив, что тот на самом деле виновен, решающего подставить его в другом преступлении, чтобы тот не ушёл от ответственности. Наконец, в «Великом ограблении самолёта» (1950) Конуэй сыграл пилота трансконтинентального лайнера, который во время полёта раскрывает ограбление и серию связных с ним убийств.
Конуэй также снялся в двух крупнобюджетных фильмах: в фэнтези-комедии «Одно прикосновение Венеры» (1948) студии «Юнивёрсал» с Авой Гарднер он сыграл владельца богатого универмага, который покупает дорогую статую Венеры, которая оживает после того, как её целует оформитель витрины (Роберт Уокер). Он также сыграл в мюзикле студии «Уорнер бразерс» «Рисуя облака и солнечный свет» (1951) с участием Денниса Моргана, Вирджинии Мейо и Джина Нельсона.

## Работа на радио (1946—1951)
Помимо работы в кино в 1946—1947 годах Конуэй играл на радиоканале АВС роль Шерлока Холмса в программе «Новые приключения Шёрлока Холмса» после ухода из этого сериала Бэзила Рэтбоуна. Несмотря на сходный тембр голоса, слушатели приняли Конуэя не так хорошо, как Рэтбоуна, и в конце сезона его сменил другой актёр. В 1951 году, сменив Винсента Прайса, Конуэй играл на радио NBC роль частного детектива Саймона Темплара по прозвищу Святой в одноимённом радио сериале. Интересно, что в 1938—1941 годах брат Конуэя Джордж Сандерс сыграл Святого в серии из пяти художественных фильмов.

## Кинокарьера в 1950-е годы
В 1951 году Конуэй сыграл в независимом фильме ужасов Курта Сиодмака «Невеста гориллы» (1951) в котором снялись популярные актёры Барбара Пейтон, Лон Чейни-младший и Реймонд Берр. Во втором совместном фильме с Эндрю Слоуном, криминальной драме «Мошенница» (1952) Конуэй сыграл роль мозгового центра дуэта мошенников, который направляет деятельность своей партнёрши (Хиллари Брук), одновременно обманывая полицию.
В 1953 году Конуэй во второй раз сыграл в фильме о Тарзане, который был сделан независимой компанией Сола Лессера и назывался «Тарзан и дьяволица» (1953), в комедии «Парижская модель» (1953) с Мерилин Максвелл, Полетт Годдар и Евой Габор. В том же году Конуэй сыграл в двух детективных фильмах в Англии: на студии «Хаммер» в фильме режиссёра Теренса Фишера «Кровавый апельсин» (1953) он сыграл роль частного детектива по имени Том Конуэй (!), а криминальной драме «Парк плаза, 605» (1953) — частного детектива Нормана Конквеста.
Год спустя Конуэй сыграл эпизодическую роль сэра Кэя «в бороде и парике, и с двумя строчками текста» в исторической приключенческой картине студии «Двадцатый век Фокс» режиссёра Генри Хэтэуэя «Принц Валиант» (1954) с Джеймсом Мейсоном, Робертом Вагнером и Джанет Ли в главных ролях.
В 1955 году Конуэй вновь дважды сыграл роли частных детективов в британских фильмах: в картине «По следу Барбадоса» (1955) он вёл проверку подлинности уникальной марки и связанной с ней истории, а в картине «Побег» (1955) Конуэй охотился за секретной формулой и пропавшей девушкой. В британской судебной драме Теренса Фишера «Последний, кого повесят?» (1956) Конуэй исполнил главную роль аристократа, которого судят по обвинению в убийстве собственной жены, и его жизнь зависит от того обстоятельства, убил ли он жену намеренно или это был несчастный случай. Название и тема фильма связаны с дискутировавшемся в то время в британском обществе вопросом об отмене смертной казни. В британской криминальной драме «Операция Смерть» (1957) Конуэй играет роль врача, который решает совершить идеальное убийство — с помощью коллеги он убивает во время операции своего богатого родственника, чтобы завладеть его имуществом.
В 1956 году Конуэй сыграл в криминальной драме Чарльза Мартина «Смерть негодяя» (1956). Фильм рассказывал историю чешского эмигранта Клементи Сабурина (Джордж Сандерс), который, соблазняя и обманывая богатых и влиятельных женщин, прокладывает себе путь на вершину нью-йоркского общества. В картине снялись такие актрисы, как Ивонн де Карло, Жа Жа Габор и Колин Грей, а Конуэй исполнил небольшую роль брата Сабурина, которого тот сдаёт полиции, узнав, что он женился на его бывшей подруге.
Во второй половине 1950-х годов уровень картин Конуэя значительно снизился, свидетельством чего стали такие малобюджетные и низкокачественные фильмы, как фильм ужасов «Женщина-чудовище» (1956), фантастический фильм ужасов «Женщина вуду» (1957), фантастический триллер «Атомная подводная лодка» (1959) и научно-фантастический фильм «12 на Луну» (1960).
Конуэй также озвучивал персонажей в диснеевских мультфильмах «Питер Пэн» (1953) и «101 далматинец» (1961).
Свою последнюю роль в кино (без указания в титрах) Конуэй сыграл в романтической комедии Джея Ли Томпсона «Так держать!» (1964) с участием таких звёзд, как Ширли Маклейн, Пол Ньюман, Роберт Митчем, Дин Мартин и другие.

## Работа на телевидении 1950-60-е годы
С 1950 года Конуэй стал сниматься с телесериалах. В 1951—1954 годах он сыграл главную роль в 64 эпизодах криминального телесериала студии АВС «Инспектор Сейбер, детектив отдела убийств». Он исполнял роль Марка Сейбера, галантного британского полицейского детектива, который работает в отделе убийств крупного американского города. В 1957 году сериал возобновился на канале NBC под названием «Сейбер из Лондона», а роль Сейбера в нём играл Дональд Грей.
В 1959—1960-х годах в девяти эпизодах ситкома «Шоу Бетти Хаттон» Конуэй сыграл роль приятеля главной героини. Кроме того, в качестве гостевой звезды он сыграл в телесериалах «Подозрение» (1957), «Альфред Хичкок представляет» (1957—1960, 3 эпизода), «Сыромятная плеть» (1959), «Натянутый канат» (1959), «Приключения в раю» (1961), «Есть оружие — будут путешествия» (1961) и «Перри Мейсон» (1964), ставшей его последней ролью на телевидении.

## Личная жизнь, болезнь и смерть
Конуэй был женат дважды. Первый его брак длился с 1941 по 1953 год и закончился разводом. Второй раз он женился в 1958 году на актрисе Куинни Леонард, с которой развёлся в 1963 году. Детей у него не было.
«Хотя, по собственным словам Конуэя, в ходе своей голливудской карьеры он сколотил состояние в размере более одного миллиона долларов, его личные проблемы пустили его по нисходящей спирали. Ухудшающееся зрение и продолжительные запои возымели своё действие на Конуэя в последние годы его жизни». Его вторая жена Куинни Леонард развелась с ним в 1963 году. Джордж Сандерс также порвал все связи с братом из-за его пьянства.
Зимой 1964—1965 годов Конуэй сделал операцию по удалению катаракты. В сентябре 1965 года Конуэй ненадолго попал в заголовки газет, когда его обнаружили живущим в комнате за 2 доллара в неделю в ночлежке в лос-анджелесском районе Венеция. В его адрес потекли подарки, пожертвования и предложения помощи — однако вскоре это закончилось.
В последние годы Конуэй часто оказывался в больнице. Незадолго до смерти бывшая жена его брата Жа Жа Габор посетила его в больнице, дав ему 200 долларов на «задабривание медсестёр». На следующий день ей позвонили из больницы и сообщили, что Конуэй сбежал с деньгами к своей подружке и обнаружен в тяжелом состоянии в её постели.
Том Конуэй умер 22 апреля 1967 года в Калвер-Сити, Калифорния, в возрасте 63 лет от цирроза печени. Его брат Джордж Сандерс покончил жизнь самоубийством пять лет спустя.

## Фильмография
| - 1940 — Мост Ватерлоо / Мост Ватерлоо (голос, в титрах не указан) - 1940 — Убийство в небе / Sky Murder — Эндрю Хендон - 1940 — Генри Берг, великий защитник животных / The Great Meddler (короткометражка) — Генри Берг - 1941 — Процесс Мэри Дуган / The Trial of Mary Dugan — Эдгар Уэйн - 1941 — Легко и просто / Free and Easy — капитан Ронни Феррис - 1941 — Плохой человек / The Bad Man — Морган Пелл - 1941 — Народ против доктора Килдейра / The People vs. Dr. Kildare — мистер Ченнинг - 1941 — Леди, будьте добры / Lady Be Good — мистер Блэнтон, адвокат Дикси - 1941 — Тайное сокровище Тарзана / Tarzan’s Secret Treasure — Медфорд - 1942 — Мистер и миссис Норт / Mr. and Mrs. North — Луи Берекс - 1942 — Убийство на Центральном вокзале / Grand Central Murder — Фрэнки Кайро - 1942 — Брат Сокола / The Falcon’s Brother — Том Лоуренс - 1942 — Люди-кошки / Cat People — доктор Льюис Джадд - 1942 — Рио-Рита / Rio Rita — Морис Крейндэлл - 1942 — Миссис Минивер / Mrs. Miniver (в титрах не указан) - 1943 — Сокол наносит ответный удар / The Falcon Strikes Back — Том Лоуренс - 1943 — Я гуляла с зомби / I Walked with a Zombie — Пол Холланд - 1943 — Сокол в опасности / The Falcon in Danger — Том Лоуренс - 1943 — Седьмая жертва / The Seventh Victim — доктор Льюис Джадд - 1943 — Сокол и студентки / The Falcon and the Co-eds — Том Лоуренс - 1944 — Сокол на Западе / The Falcon Out West — Том Лоуренс - 1944 — Ночь приключений / A Night of Adventure — Марк Летэм - 1944 — Сокол в Мексике / The Falcon in Mexico — Том Лоуренс - 1944 — Сокол в Голливуде / The Falcon in Hollywood — Том Лоуренс - 1945 — Кураж в два часа / Two O’Clock Courage — Тед «Степ» Эллисон - 1945 — Сокол в Сан-Франциско / The Falcon in San Francisco — Том Лоуренс - 1946 — Полустанок / Whistle Stop — Лу Лентц - 1946 — Алиби Сокола / The Falcon’s Alibi — Том Лоуренс - 1946 — Уголовный суд / Criminal Court — Стив Барнс - 1946 — Приключение Сокола / The Falcon’s Adventure — Том Лоуренс - 1947 — Пропавший медовый месяц / Lost Honeymoon — доктор Роберт «Боб» Дэвис - 1947 — «Веселье в уикэнд» / «Fun on a Week-End» — Джефферсон Ван Орсдейл младший - 1947 — Повторное исполнение / Repeat Performance — Джон Фрайдей - 1948 — Вызов / The Challenge — капитан Хью «Бульдог» Драммонд - 1948 — Клетчатое пальто / The Checkered Coat — доктор Майкл Мэдден - 1948 — Одно прикосновение Венеры / One Touch of Venus — Уитфрид Сейвори II | - 1948 — Бунгало 13 / Bungalow 13 — Кристофер Адамс - 1948 — 13 оловянных солдатиков / 13 Lead Soldiers — капитан Хью «Бульдог» Драммонд - 1949 — Я обманул закон / I Cheated the Law — Джон Кемпбелл - 1950 — Великое ограбление самолёта / The Great Plane Robbery — Нед Джонсон - 1950 — Серебряный театр / The Silver Theatre (телесериал, 1 эпизод) - 1950 — Театр «Бигелоу» / The Bigelow Theatre (телесериал, 1 эпизод) - 1951 — Рисуя облака и солнечный свет / Painting the Clouds with Sunshine — Беннингтон Ленсинг - 1951 — Невеста гориллы / Bride of the Gorilla — доктор Вит - 1951—1953 — Марк Сейбер / Mark Saber (телесериал, 64 эпизода) - 1952 — Мошенница / Confidence Girl — Роджер Кингсли - 1953 — Тарзан и дьяволица / Tarzan and the She-Devil — Фидель - 1953 — Парк плаза, 605 / Park Plaza 605 — Норманн Конквест - 1953 — Кровавый апельсин / Blood Orange — Том Конуэй, частный следователь - 1953 — Парижская модель / Paris Model — махараджа Ким-Капура - 1953 — Питер Пэн / Peter Pan (мультфильм) — рассказчик (голос) - 1954 — Принц Валиант / Prince Valiant — сэр Кей - 1955 — По следу Барбадоса / Barbados Quest — Том Мартин - 1955 — Отрыв / Breakaway — Том «Дьюк» Мартин - 1956 — Смерть негодяя / Death of a Scoundrel — Джерри Монт, он же Сабурин - 1956 — Женщина-монстр / The She-Creature — Тимоти Чаппел - 1956 — Последний, кого повесят? / The Last Man to Hang? — сэр Родерик Струд - 1956 — Час «Двадцатого века Фокс» / The 20th Century-Fox Hour (телесериал, 1 эпизод) - 1956 — Назначение Иностранный легион / Assignment Foreign Legion (телесериал, 1 эпизод) - 1957 — Женщина вуду / Voodoo Woman — доктор Роланд Джерард - 1957 — Джейн Уаймен представляет Театр У камина / Jane Wyman Presents The Fireside Theatre (телесериал, 1 эпизод) - 1957 — Шайенн / Cheyenne (телесериал, 1 эпизод) - 1957 — Подозрение / Suspicion (телесериал, 1 эпизод) - 1957 — Операция «Убийство» / Operation Murder — доктор Уэйн - 1957—1960 — Альфред Хичкок представляет /Alfred Hitchcock Presents (телесериал, 3 эпизода) - 1959 — Атомная подводная лодка / The Atomic Submarine — сэр Иэн Хант - 1959 — Сыромятная плеть / Rawhide (телесериал, 1 эпизод) - 1959 — Натянутый канат / Tightrope (телесериал, 1 эпизод) - 1959—1960 — Шоу Бетти Хаттон / The Betty Hutton Show (телесериал, 9 эпизодов) - 1960 — 12 на Луну / 12 to the Moon — доктор Фёдор Орлофф - 1961 — Есть оружие — будут путешествия / Have Gun — Will Travel (телесериал, 1 эпизод) - 1961 — Приключения в раю / Adventures in Paradise (телесериал, 1 эпизод) - 1961 — Шоу Дика Пауэлла / The Dick Powell Show (телесериал, 1 эпизод) - 1961 — 101 далматинец / One Hundred and One Dalmatians (мультфильм) (голос) - 1964 — Так держать! / What a Way to Go! — лорд Кенсингтон (в титрах не указан) - 1964 — Перри Мейсон / Perry Mason (телесериал, 1 эпизод) |